# Narangodes nudariodes
Narangodes nudariodes är en fjärilsart som beskrevs av George Francis Hampson 1918. Narangodes nudariodes ingår i släktet Narangodes och familjen nattflyn. Inga underarter finns listade i Catalogue of Life.